# Henning Tjørnehøj
Henning Tjørnehøj (født 23. februar 1937 i København) er en dansk forfatter og debattør, især kendt for sin rolle i som konsulent i Fagbevægelsens Forskningsråd under LO og for sit virke som Socialdemokratiets uofficielle partihistoriker.
Henning Tjørnehøj er klassisk-sproglig student fra Aarhus Katedralskole. Han har været  konsulent ved Arbejdsformidlingskontoret i Aarhus 1964-72; forskningsmedarbejder på Sydjysk Universitetscenter i Esbjerg 1972-75 – nu en del af Syddansk Universitet – og han var sekretær for Fagbevægelsens Forskningsråd 1975-2002. Har været medlem af Statens Samfundsvidenskabelige Forskningsråd og censor på RUC og ved Handelshøjskolen i København i arbejdsmarkedspolitik[1].
Han har været formand for Socialdemokratiets arbejdsmarkedspolitiske udvalg, og han er medforfatter af partiets principprogram af 1977. I årene 1968-72 var han formand for den grundtvigske Studenterkredsen ved Aarhus Universitet. I 1986, i 50-året for udbruddet af den Spanske borgerkrig, tog han initiativet til rejsning af et mindesmærke for de danske frivillige vis-a-vis Frihedsmuseet i Churchill-parken i København. I 125-året for komponisten Carl Nielsens fødsel i 1990 fik han – året efter – dannet et nyt dansk Carl Nielsen Selskabet. I 1996 modtog han Nordisk Grafisk Unions kulturpris for sit historiske forfatterskab.